# Willibald Schmaus
Willibald Schmaus (16 de junho de 1912 – 27 de abril de 1979) foi um futebolista austríaco que atuou como zagueiro.

## Biografia
Schmaus iniciou a carreira no First Vienna FC, da Áustria, em 1930. Disputou a Copa do Mundo FIFA de 1934 pela Seleção Austríaca de Futebol; no entanto, não chegou a atuar em nenhuma partida.
Após seu país ser anexado pela Alemanha Nazista em março de 1938, viu-se obrigado a defender a Seleção Alemã na Copa do Mundo de 1938. Participou do primeiro jogo da Alemanha nesta competição, empate de 1 a 1 com a Suíça. No jogo de desempate, sua seleção perderia de virada por 4 a 2 e seria eliminada.